# Arquidiocese de San Juan de Porto Rico
A Arquidiocese de San Juan de Porto Rico (Archidiœcesis Sancti Joannis Portoricensis) é uma circunscrição eclesiástica da Igreja Católica situada em San Juan, Porto Rico. Seu atual arcebispo é Roberto Octavio González Nieves, O.F.M. Sua Sé é a Catedral Metropolitana Basílica de San Juan Bautista.
Possui 142 paróquias servidas por 279 padres, contando com 1.281.893 habitantes, com 70,1% da população jurisdicionada batizada.

## História
A diocese de Porto Rico foi eregida em 8 de agosto de 1511 com a bula Romanus Pontifex do Papa Júlio II. Originalmente era sufragânea da arquidiocese de Sevilha.
O primeiro bispo foi Alonso Manso, que teve a cadeira episcopal por 26 anos e foi o primeiro bispo de chegar nas Américas. Em 1519 a diocese ampliou, incluindo no seu território todas as Pequenas Antilhas.
Em 12 de fevereiro de 1546 a diocese passou a fazer parte da província eclesiástica da arquidiocese de Santo Domingo.
A 20 de maio de 1790 deu uma parte de seu território para a criação da diocese de Santo Tomás de Guayana (atual arquidiocese de Ciudad Bolívar).
Em 24 de novembro de 1803 em virtude da bula In universalis Ecclesiae regimine do Papa Pio VII a diocese passou a fazer parte da província eclesiástica da arquidiocese de Santiago de Cuba.
Em 28 de novembro de 1816 por efeito da bula Divinis praeceptis do Papa Pio VII voltou a ser sufragânea da arquidiocese de Santo Domingo.
Com o breve Actum Praeclare de 20 de fevereiro de 1903, o Papa Leão XIII separou a diocese da província eclesiástica e a fez imediatamente sujeita à Santa Sé.
Em 21 de novembro de 1924 com a bula Ad Sacrosanctum Apostolatus Officium do papa Pio XI assume o nome de diocese de San Juan de Porto Rico. Pela mesma bula, a diocese cede uma parte do seu território em vantagem da ereção da diocese de Ponce.
Em 30 de abril de 1960 pela bula Cum apostolicus do Papa João XXIII cedeu outras partes do território para a criação da diocese de Arecibo e da prelazia territorial das Ilhas Virgens (atual Diocese de Saint Thomas) e foi elevada à categoria de arquidiocese metropolitana.
Em 4 de novembro de 1964 e em 11 de março de 2008 cedeu outras partes do território para a criação respectivamente da diocese de Caguas e de Fajardo-Humacao.

## Prelados
|                | Nome                                                    | Período     | Notas                                    |
| Arcebispos     | Arcebispos                                              | Arcebispos  | Arcebispos                               |
| -------------- | ------------------------------------------------------- | ----------- | ---------------------------------------- |
| 3º             | Roberto Octavio González Nieves, O.F.M.                 | 1999-       | Atual                                    |
| 2º             | Luis Aponte Martínez †                                  | 1964 - 1999 |                                          |
| 1º             | James Peter Davis †                                     | 1960 - 1964 | Nomeado Arcebispo de Santa Fé            |
| Bispo auxiliar |                                                         |             |                                          |
|                | Tomás Godrés González González                          | 2023-       | Atual                                    |
|                | Alberto Arturo Figueroa Morales                         | 2019-2022   | Nomeado Bispo de Arecibo                 |
|                | Daniel Fernández Torres                                 | 2007-2010   | Nomeado Bispo de Arecibo                 |
|                | Hermín Negrón Santana                                   | 1981-2012   |                                          |
|                | Enrique Manuel Hernández Rivera                         | 1979-1981   | Nomeado Bispo de Caguas                  |
|                | Héctor Manuel Rivera Pérez                              | 1979-2009   |                                          |
|                | Juan de Dios López de Victoria                          | 1963-1992   |                                          |
| Bispo          |                                                         |             |                                          |
| 50º            | James Peter Davis †                                     | 1943 - 1960 |                                          |
| 49º            | Edwin Vincent Byrne †                                   | 1929 - 1943 | Nomeado Arcebispo de Santa Fé            |
| 48º            | George Joseph Caruana †                                 | 1921 - 1925 | Nomeado Núncio apostólico no México      |
| 47º            | William Ambrose Jones, O.S.A. †                         | 1907 - 1921 |                                          |
| 46º            | James Herbert Blenk, S.M. †                             | 1899 - 1906 | Nomeado Arcebispo de Nova Orleães        |
| 45º            | Francisco Javier Valdés y Noriega, O.S.A. †             | 1898 - 1899 |                                          |
| 44º            | Toribio Minguella y Arnedo, O.A.R. †                    | 1894 - 1898 | Nomeado Bispo de Sigüenza-Guadalajara    |
| 43º            | Juan Antonio Puig y Montserrat, O.F.M. †                | 1874 - 1894 |                                          |
| 42º            | Pablo Benigno (Vicente) Carrión de Málaga, O.F.M.Cap. † | 1857 - 1871 |                                          |
| 41º            | Gil Estévez y Tomás †                                   | 1848 - 1854 | Nomeado Bispo de Tarazona                |
| 40º            | Francisco de La Puente, O.P. †                          | 1846 - 1848 | Nomeado Bispo de Segóvia                 |
| 39º            | Francisco Fleix y Soláns †                              | 1846        | Nomeado Bispo de Havana                  |
| 38º            | Pedro Gutiérrez de Cos †                                | 1826 - 1833 |                                          |
| 37º            | Mariano Rodríguez de Olmedo y Valle †                   | 1815 - 1825 | Nomeado Arcebispo de Santiago de Cuba    |
| 36º            | Juan Alejo de Arizmendi de La Torre †                   | 1804 - 1814 |                                          |
| 35º            | Juan Bautista de Zengotita y Bengoa, O. de M. †         | 1795 - 1802 |                                          |
| 34º            | Francisco de Cuerda †                                   | 1790 - 1795 |                                          |
| 33º            | Felipe José de Tres-Palacios y Verdeja †                | 1784 - 1789 | Nomeado Bispo de Havana                  |
| 32º            | Manuel Jiménez Pérez, O.S.B. †                          | 1771 - 1781 |                                          |
| 31º            | Mariano Martí †                                         | 1761 - 1770 | Nomeado Bispo de Caracas                 |
| 30º            | Pedro Martínez de Oneca †                               | 1756 - 1760 |                                          |
| 29º            | Francisco Julián de Antolino †                          | 1748 - 1752 | Nomeado Bispo de Caracas                 |
| 28º            | Francisco Pérez Lozano, O.S.Bas. †                      | 1738 - 1743 |                                          |
| 27º            | Sebastián Lorenzo Pizarro, O.S.Bas. †                   | 1727 - 1736 |                                          |
| 26º            | Fernando de Valdivia y Mendoza, O.S.A. †                | 1718 - 1725 |                                          |
| 25º            | Pedro de la Concepción Urtiaga y Salazar, O.F.M. †      | 1707 - 1715 |                                          |
| 24º            | Jerónimo de Valdés, O.S.Bas. †                          | 1704 - 1705 | Nomeado Bispo de Santiago de Cuba        |
| 23º            | Juan Francisco de Padilla y San Martín, O. de M. †      | 1684 - 1699 | Nomeado Bispo de Santa Cruz de la Sierra |
| 22º            | Marcos Arista de Sobremonte †                           | 1677 - 1681 |                                          |
| 21º            | Juan de Santiago y León Garabito †                      | 1676 - 1677 | Nomeado Bispo de Guadalajara             |
| 20º            | Bartolomé García de Escañuela, O.F.M. †                 | 1671 - 1676 | Nomeado Bispo de Durango                 |
| 19º            | Benito de Rivas, O.S.B. †                               | 1663 - 1668 |                                          |
| 18º            | Manuel Molinero †                                       | 1663 - 1663 |                                          |
| 17º            | Juan Francisco Arnaldo Isasi †                          | 1656 - 1661 |                                          |
| 16º            | Francisco Naranjo, O.P. †                               | 1652 - 1655 |                                          |
| 15º            | Hernando de Lobo Castrillo, O.F.M. †                    | 1649 - 1651 |                                          |
| 14º            | Damián López de Haro y Villarda, O.SS.T. †              | 1643 - 1648 |                                          |
| 13º            | Juan Alonso de Solis y Mendoza, O.Carm. †               | 1635 - 1641 |                                          |
| 12º            | Juan López de Agurto de la Mata †                       | 1630 - 1634 | Nomeado Bispo de Caracas                 |
| 11º            | Bernardo de Valbuena y Villanueva †                     | 1620 - 1627 |                                          |
| 10º            | Pedro de Solier y Vargas, O.S.A. †                      | 1614 - 1619 | Nomeado Arcebispo de Santo Domingo       |
| 9º             | Francisco Diaz de Cabrera y Córdoba, O.P. †             | 1611 - 1614 | Nomeado Bispo de Trujillo                |
| 8º             | Martín Vásquez de Arce, O.P. †                          | 1600 - 1609 |                                          |
| 7º             | Antonio Calderón de León †                              | 1593 - 1598 | Nomeado Bispo de Panamá                  |
| 6º             | Nicolás de Ramos y Santos, O.F.M. †                     | 1588 - 1592 | Nomeado Arcebispo de Santo Domingo       |
| 5º             | Diego de Salamanca, O.S.A. †                            | 1576 - 1587 |                                          |
| 4º             | Manuel de Mercado Aldrete, O.S.H. †                     | 1570 - 1576 | Nomeado Bispo de Panamá                  |
| 3º             | Francisco Andrés de Carvajal, O.F.M. †                  | 1568 - 1570 | Nomeado Arcebispo de Santo Domingo       |
| 2º             | Rodrigo de Bastidas y Rodríguez de Romera †             | 1541 - 1567 |                                          |
| 1º             | Alonso Manso †                                          | 1511 - 1539 |                                          |

## Textos apostólicos
- (em latim) Bula In universalis Ecclesiae regimine, in Raffaele de Martinis, Iuris pontificii de propaganda fide. Pars prima, Tomo IV, Romae 1891, p. 476
- (em latim) Bula Divinis praeceptis, in Raffaele de Martinis, Iuris pontificii de propaganda fide. Pars prima, Tomo IV, Romae 1891, p. 550
- (em latim) Bula Cum apostolicus, AAS 53 (1961), p. 89